# Lucerna (Tolstoj)
Lucerna, o Il cantante di Lucerna o Dalle memorie del principe Nechljudov: Lucerna (in russo Из зaписок князя Д. Нехлюдовa. Люцерн?, Iz zapisok knâzâ D. Nehlûdova. Lûcern) è un racconto di Lev Tolstoj scritto tra il 9 e il 17 luglio 1857 a Lucerna. Il racconto fu pubblicato più tardi sulla rivista "Sovremennik" a firma "Conte L.N. Tolstòj".

## Genesi dell'opera

Lucerna, Hotel Schweizerhof

Nei Diari, alla data del 7 luglio 1857 Tolstòj scriveva:
(Lev Tolstoj, Diari, 7 luglio 1857 )
Il racconto fu edito per la prima volta sulla rivista "Sovremennik" ("Il Contemporaneo") n. 10, 1857.

## Trama
Il racconto è strutturato come il resoconto in prima persona, redatto dal principe D. Nechljudov, sul suo soggiorno a Lucerna datato 8 luglio all'inizio dello scritto e 18 luglio 1857 alla fine. Il nome di Dmitrij Ivanović Nechljudov è familiare ai lettori di Tolstoj perché appare in altre opere, quali per esempio Adolescenza (1854), Giovinezza (1856), Il mattino d'un proprietario terriero (1856)  e Resurrezione (1859); ovviamente in Lucerna Nechljudov sta per lo stesso Tolstoj. 
Il principe Nechljudov è giunto a Lucerna attratto dalle entusiastiche descrizioni della città svizzera nelle guide turistiche. Si è fermato all'Hotel Schweizerhof, il più lussuoso della città; l'albergo ospita un gran numero di turisti inglesi, il cui comportamento freddo e riservato deprime l'umore del narratore. Di cattivo umore, Nechljudov decide di passeggiare da solo per la città; ma «le vie strette, sporche, senza illuminazione, le botteghe chiuse, gli incontri con operai ubriachi [...] rafforzarono ancora di più il mio umore malinconico». Di ritorno, nei pressi dell'albergo, Nechljudov sente una musica «estremamente piacevole e dolce» eseguita da un cantante ambulante tirolese storpio che si accompagna alla chitarra. Anche i passanti e gli altri ospiti dell'albergo restano incantati dall'ascolto. Dopo aver cantato a lungo, il cantante fa intendere che gradirebbe ricevere un piccolo compenso per la sua esibizione; ma nessuno degli spettatori aderisce alla sua richiesta. Nechljudov invita allora il suonatore al bar dell'albergo per offrirgli da bere. Nella conversazione al bar, il cantante si lamenta per la severità della polizia elvetica nei confronti degli artisti ambulanti e per la scarsa generosità degli ascoltatori. Nechljudov si accorge che il personale dell'albergo mostra ostilità e disprezzo per il povero musicista e li redarguisce con violenza. Più tardi, sul suo diario di viaggio, Nechljudov prende spunto dall'episodio per fare commenti negativi sull'egoismo e la mancanza di solidarietà verso i poveri da parte degli esponenti della ricca società europea dell'epoca:
Già alla fine del racconto Tolstoj aveva tratto delle considerazioni più generali: «Ecco un avvenimento che gli storici del nostro tempo debbono registrare con lettere di fuoco, incancellabili. Questo avvenimento è più importante, più serio ed ha più profondo significato che non i fatti registrati nei giornali e nelle storie.» Secondo lo slavista Ettore Lo Gatto, quest'ultime parole, tutt'altro che insignificanti, anticipano la predicazione tolstojana di ben cinquant'anni dopo. Esse testimoniano la tempesta interiore che si agita nello scrittore, ancora incerto tra la fede e il dubbio, tra la speranza di una motivazione per vivere e il pensiero opprimente della morte, tra l'idea che personaggi come il cantore-mendicante di Lucerna, che vivono per l'arte, siano le persone più felici, e il sospetto atroce che tutto sia inutile, anche e soprattutto la scrittura, per chi è in preda alla sofferenza e allo sconforto.

## Edizioni
- Lev Tolstoj, «Lucerna». In: Racconti, volume secondo; traduzione di Agostino Villa, Torino: Einaudi, 1953
- Lev Tolstòj,  «Lucerna». In: Eridano Bazzarelli (a cura di), Tutte le opere narrative e di teatro di Lev N. Tolstòj; traduz. di Giacinta de Dominicis Jorio, Vol. I (Primi racconti), Milano: Mursia, 1960
- Lev Nikolaevič Tolstoj, Il cantante di Lucerna; Dio vede la verità; Ermak il cosacco; versione dal russo di Giacinta de Dominicis Jorio; illustrazioni di Claudio Solarino, Roma: Paoline, 1978, pp. 1-54
- Lev Tolstòj, «Dalle memorie del principe Nechljudov: Lucerna». In: Igor Sibaldi  (a cura di); traduz. di Bruno Osimo, Coll. I Meridiani, Milano: A. Mondadori, 1991, Vol. I, pp. 540-569, ISBN 88-04-34454-7.
- Lev Nikolaevič Tolstoj, «Lucerna». In: Lucerna e altri racconti; a cura di Igor Sibaldi, Coll. Oscar classici n. 400, Milano: A. Mondadori, 1996, ISBN 88-04-42103-7